# Timespace – The Best of Stevie Nicks
Timespace – The Best of Stevie Nicks é um álbum dos melhores êxitos da cantora Stevie Nicks, lançado em 3 de setembro de 1991.

## Faixas
1. "Sometimes It's a Bitch" — 4:37
2. "Stop Draggin' My Heart Around" (dueto com Tom Petty) — 4:04
3. "Whole Lotta Trouble" (Remix) — 4:30
4. "Talk to Me" — 4:10
5. "Stand Back" — 4:56
6. "Beauty and the Beast" — 6:04
7. "If Anyone Falls" — 4:07
8. "Rooms on Fire" — 4:39
9. "Love's a Hard Game to Play" — 5:02
10. "Edge of Seventeen" — 5:27
11. "Leather and Lace" (dueto com Don Henley) — 3:48
12. "I Can't Wait" — 4:36
13. "Has Anyone Ever Written Anything for You" — 4:37
14. "Desert Angel" * — 5:21

- "Desert Angel" é uma faixa bônus do CD, não incluída nas edições em LP e cassete.

## Desempenho nas paradas musicais
Álbum
| Parada musical (1991)          | Posição |
| ------------------------------ | ------- |
| Estados Unidos - Billboard 200 | 30      |